# Walter Krüger (general de la Wehrmacht)
Eugen Walter Krüger (23 de març de 1882 – 11 de juliol de 1973) va ser un general alemany durant la Segona Guerra Mundial que comandà el LVIII Panzerkorps. Va ser condecorat amb la Creu de Cavaller de la Creu de Ferro amb Fulles de Roure.

## Biografia
Eugen Krüger es va unir al 181è Reial Regiment d'Infanteria Saxó el 17 de març de 1910 com a candidat a oficial. A l'octubre va ser destinat a l'Escola de Guerra de Metz, nomenat fährich el 7 de novembre de 1910 i transferit al 19è Reial Regiment d'Hússars Saxons el 20 de febrer de 1911. El tinent Krüger va romandre en aquest regiment (des del 18 d'agost de 1911) fins al va esclatar la Primera Guerra Mundial i va arribar al front occidental com a comandant de secció amb el Regiment de Reserva Ulà núm. 18 . Aquí fou ascendit a tinent de 1a el 21 d'octubre de 1915 i com oficial d'ordre a l'estat major de la 24a Divisió de Reserva (2n Reial Saxó). El maig de 1916 va assumir el càrrec de comandant d'una companyia del Regiment d'Infanteria de Reserva núm. 107 . A partir de 1917, Krüger va tornar a estar actiu a l'estat major de la divisió i, després de la seva promoció a Rittmeister, va rebre el comandament d'un batalló al 108è Regiment de Fusellers el 18 d'agost de 1918.
Després del final de la guerra, va ser traslladat de nou al 19è Regiment d'Hússars el 18 de desembre de 1918 i va ser assumit pel Reichswehr. Després es va unir al 12è regiment de cavalleria (saxó) i l'agost de 1923 es va fer càrrec del 1r esquadró a Grimma. D'allà va passar a l'estat major de la 2a divisió de cavalleria a Breslau l'1 d'abril de 1929 . L'1 d'octubre de 1931, Krüger va ser ascendit a major al mateix temps com a consultor al departament de cavalleria (In 3) al Ministeri del Reichswehr a Berlín. De 1934 a 1936 també va ser membre del comitè hípic del Comitè Olímpic Alemany en preparació dels Jocs d'estiu de 1936. Durant aquest període, Krüger va ser ascendit a tinent coronel l'1 d'octubre de 1934 . Després de la fi dels jocs, va ser nomenat cap del departament de cavalleria al Ministeri de Guerra del Reich l'1 d'octubre de 1936 i comandant del 10è Regiment de cavalleria durant un any, i l'1 d'abril de 1937 ja havia esdevingut coronel.
Amb l'inici de la Segona Guerra Mundial, Krüger va rebre el comandament del Regiment d'Infanteria de Reserva 171 i va ser posat al capdavant de la 1a Brigada de Fusellers el 3 de novembre de 1939 . El 15 de febrer de 1940, finalment va rebre el comandament de la unitat i va ser utilitzat en la campanya occidental. L'1 d'abril de 1941, Krüger va ser ascendit a major general i com a tal va ser posat al capdavant de la 1a Divisió Panzer després de l'atac a la Unió Soviètica el 17 de juliol de 1941. A partir del 12 de gener de 1942 va ser finalment nomenat comandant i ascendit a tinent general l'1 d'octubre de 1942 . A finals de 1943, Krüger va renunciar al comandament per fer-se càrrec del lideratge del LVIII. Panzerkorps. L'1 de febrer de 1944, Krüger va ser ascendit a General der Panzertruppe i nomenat Comandant General del Cos Panzer. Va renunciar al comandament el 24 de març de 1945 i va ser traslladat a la Führerreserve fins al 9 d'abril de 1945. Aleshores, Krüger va ser utilitzat com a comandant general del comandament general adjunt i comandant al  districte militar IV. Com a tal, va acabar en captivitat britànica després de la rendició alemanya el 10 de maig de 1945. Més tard va ser presoner de guerra dels Estats Units, del qual va ser alliberat el 26 de juny de 1947.

## Dates de promoció
Fähnrich (7 de novembre de 1910)
  Oberleutnant (21 d'octubre de 1915)
 Rittmeister (1 d'agost de 1928)
 Major (1 d'octubre de 1931)
 Oberstleutnant (1 d'octubre de 1934)
 Oberst (1 d'abril de 1937)
 Generalmajor (1 d'abril de 1941)
 Generalleutnant (1 d'octubre de 1942)
 General der Panzertruppe (1 de febrer de 1944)

## Condecoracions
Creu de Cavaller de la Creu de Ferro amb Fulles de Roure
 Creu de Cavaller (15 de juliol de 1941) com Generalmajor i comandant de la 1. Schützen-Brigade
 Fulles de Roure (5 de juny de 1944) com Generalleutnant i comandant de la 1. Panzer-Division (373è)
 Creu alemanya en Or (27 d'agost de 1942) com Generalmajor i comandant de la 1. Panzer-Division
 Creu de Ferro 1914 de 1a Classe (29 de juliol de 1916)
 Creu de Ferro 1914 de 2a Classe (9 d'octubre de 1914)
 Creu de cavaller de l'orde militar de Sant Enric (29 d'abril de 1918)
 Creu d'Honor dels Combatents del Front
 Barra de 1939 a la Creu de Ferro 1914 de 1a Classe (13 de maig de 1940)
 Barra de 1939 a la Creu de Ferro 1914 de 2a Classe (12 de maig de 1940)
 Medalla del Llarg Servei a la Wehrmacht de I i IV classe
 Medalla de la Campanya d'Hivern a l'Est 1941/42